# 三間飛車
三間飛車是將棋戰法中振飛車的一種。　
先手的話將飛車振至第7行，後手則是振至第3行。「三間」是指飛車振至從左邊數來第三行一事。　

## 概要
關角道的三間飛車(7七角・7八飛型)非常難攻略居飛車穴熊，對穴熊的勝率非常低，已漸漸不被使用了。此外，對付急戰時比起四間飛車(一手之差沒有差太多)，三間飛車僅僅一手的快慢之差便相差甚遠，因此先手與後手的下法會完全不同。雖然在棋士間較多是作為四間飛車的輔助戰法，也有擅長三間飛車的棋士，其中包括中田功、小倉久史等。中田功發明的中田功XP作為對付穴熊新戰法受人矚目。
除了上述下法，也有不關角道便突出7五歩等如此攻擊性的石田流。分為兩種天差地遠的類型：不角交換的持久戰型與不辭角交換的早石田。早石田雖然奇襲的要素很多，但因為升田幸三實力制第4代名人發明的升田式石田流，也被職業棋士重新作為真正的戰法看待發展了起來。不僅顛覆了眾人『對付振飛車則角交換』的常識，也成為了三間飛車對付居飛車穴熊主流的下法之一。

## 特徴
對居飛車急戰時，比四間飛車快一手。這是由移動飛車手數所造成的差別。以下則以振飛車方為先手說明。
對付三間飛車 居飛車方主要的急戰策略有4五歩早仕掛、突捨三歩急戦、4六銀左戰法、棒銀等。其中，在對付如4六銀左戰法和棒銀等從第7行攻擊的戰法時，因為一開始就將飛車振至被攻擊的那行，比起四間飛車有快一手之得。
相較於四間飛車，三間飛車的優點在於容易活用左銀（相較於四間飛車只能7八銀→6七銀，三間飛車可以6八銀→5七銀）。此外相較於中飛車，可以把金將於5八使用這點也顯現了三間飛車在棋子自由度的優點。

## 戰法
石田流
石田検校發明。
早石田
石田流的急攻。
新石田流
從來一直被視為惡手的一手在鈴木大介的研究下被重新審視。獲得第32回升田幸三賞。
升田式石田流
升田幸三發明。升田以此戰法從大山康晴手中獲得勝利。
楠本式石田流
業餘強手楠本誠二發明。
鬼殺
陷阱的奇襲戰法。
新．鬼殺
米長邦雄發明。鬼殺的改良型。
中田功XP
中田功發明。對付居飛車穴熊的戰法。
初手▲7八飛
別名「騙貓戰法」。
2手目△3二飛
今泉健司發明。獲得第35回升田幸三賞。
真部流
真部一男發明。三間飛車+真部流高美濃圍。
4→3戰法
持後手時為了安全組石田流而採用的戰法。持後手時若直接將飛車振至第三行太多破綻容易被對手打入角行，先振成四間飛車再振回來。

## 腳註
1. ↑  藤井猛曾說過：「現在的居飛車黨只要知道穴熊就已經可以對付三間飛車了」（勝又『最新戦法の話』p.232頁）
2. ↑  『存活於現代的大山振飛車』57-66頁。大山康晴後手時幾乎沒有用過三間飛車云云（『存活於現代的大山振飛車』p.56頁）。
3. ↑  勝又『最新戦法の話』p.208頁
4. ↑  石川陽生・中田功・安西勝一『振飛車黨宣言2』
5. ↑  中田功『コーヤン流三間飛車的極意 急戰編』p.13-14頁
6. ↑  中田功『コーヤン流三間飛車的極意 急戰編』p.12頁